# Comuna Velîka Kardașînka, Hola Prîstan
Velîka Kardașînka (în ucraineană Велика Кардашинка) este o comună în raionul Hola Prîstan, regiunea Herson, Ucraina, formată din satele Kardașînka, Kohanî, Mala Kardașînka și Velîka Kardașînka (reședința).

## Demografie
Componența lingvistică a comunei Velîka Kardașînka
     Ucraineană (93,12%)
     Rusă (6,64%)
     Alte limbi (0,14%)
Conform recensământului din 2001, majoritatea populației comunei Velîka Kardașînka era vorbitoare de ucraineană (93,12%), existând în minoritate și vorbitori de rusă (6,64%).